# Philip Howard Spohn
Pour les articles homonymes, voir Spohn.
Philip Howard Spohn (1842-14 novembre 1918) est un homme politique canadien de l'Ontario. Il est député fédéral libéral de la circonscription ontarienne de Simcoe-Est de 1891 à 1892.

## Biographie
Né à Ancaster dans le Canada-Ouest, Spohn est descendant d'un famille de loyalistes. Il étudie en médecine à l'Université Victoria de Toronto. Spohn siège comme conseiller au conseil municipal de Simcoe pendant une dizaine d'années.
Élu en 1891, son mandat est cependant de courte durée en raison de l'invalidation de l'élection. Spohn ne se représente pas lors de l'élection partielle de 1892.